# Кипрская кухня

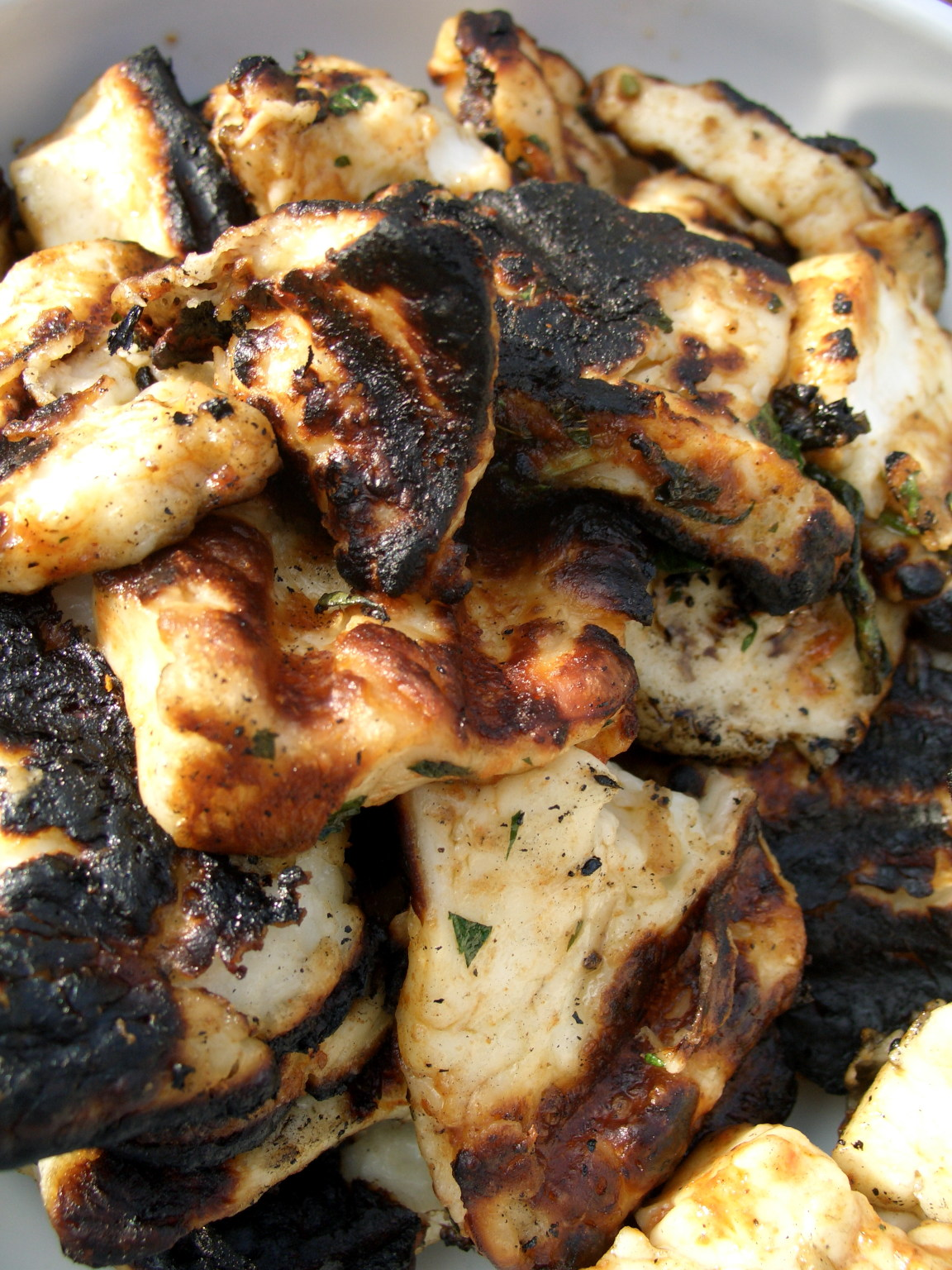
Сыр халлуми, жареный на гриле

Кипрская кухня (греч. Κυπριακή κουζίνα, тур. Kıbrıs mutfağı) — средиземноморская кухня на Кипре, содержащая в себе элементы других кухонь, прежде всего, греческой и турецкой кухонь.

## Влияние других культур
Благодаря выгодному расположению острова в Средиземном море, Кипр долгое время находился под властью различных империй, господствующих в те времена в Европе и на Ближнем Востоке. Кипр был поочередно захвачен ассирийцами, египтянами, персами, греками и римлянами. В 395 году стал на 800 лет частью Византии. В XII веке остров был занят английским королём Ричардом Львиное Сердце во время Третьего крестового похода, в конце XV века попал под власть Венецианской республики. В 1571 году остров перешёл во владения Османской империи, а в конце XIX века стал британской колонией. В 1960 году была объявлена независимость Кипра. Сейчас население острова примерно на 80 % состоит из киприотов греческого и 20 % турецкого происхождения.
Наибольшее влияние на кипрскую кухню оказали соответственно греческая и турецкая кухни, чьими отличительными чертами являются приготовление пищи на гриле или в форме густых похлёбок и использование большого количества йогурта, петрушки, чеснока. В отличие от типичной турецкой и арабской кухонь, еда на Кипре менее острая, реже используются традиционные для турецкой кухни приправы зира и острый перец. Из итальянской кухни пришли такие компоненты, как мята, кориандр, эстрагон, базилик, кардамон, корица и руккола. Со времён, когда Кипр был британской колонией, остались некоторые североевропейские и азиатские кулинарные традиции, к примеру, употребление в пищу индийской приправы карри и имбиря.

## Типичные продукты

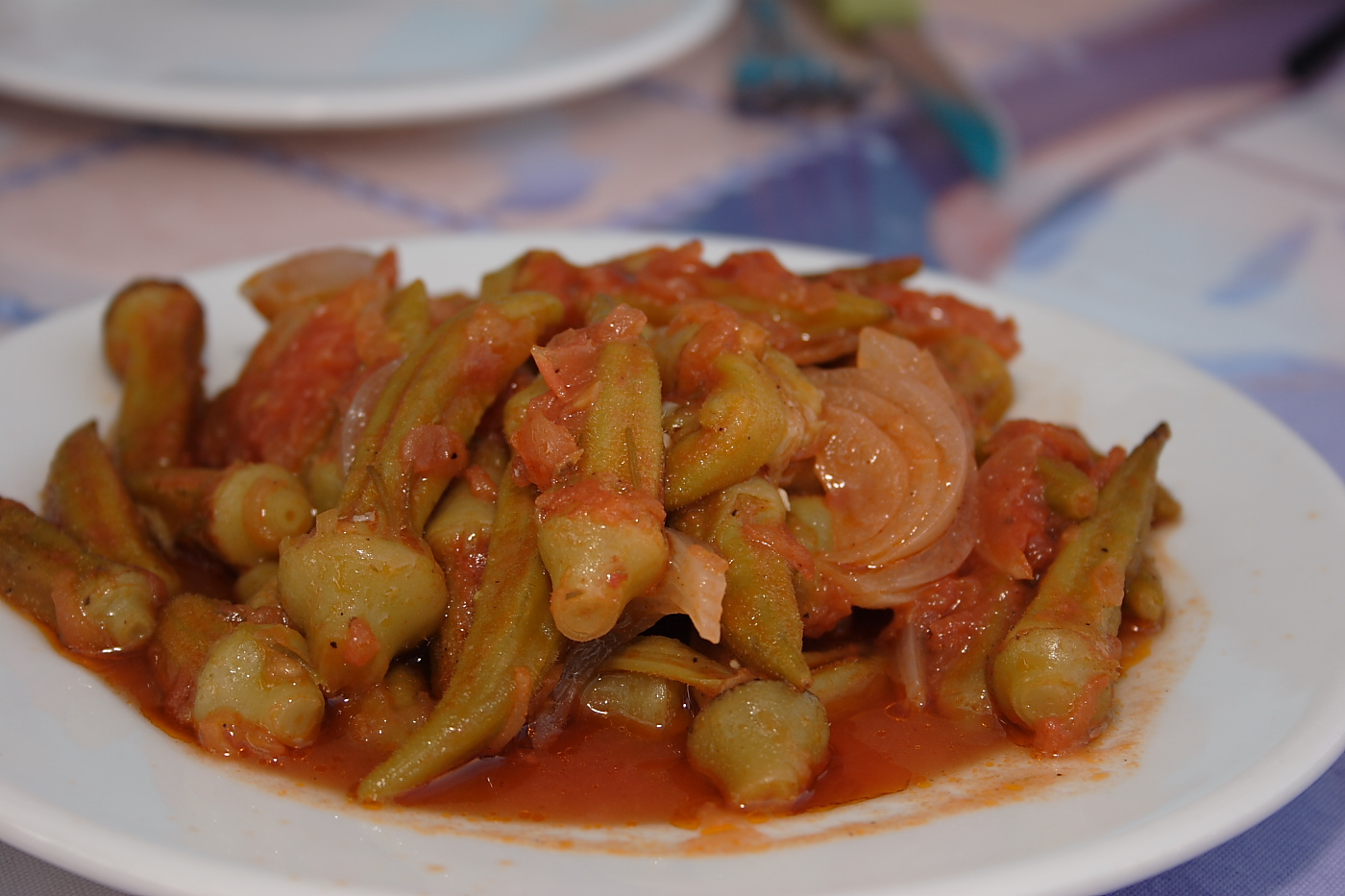
Бамия в томатном соусе

Кипр отличает довольно плодородная почва, на которой выращивают различные фруктовые и овощные культуры. На склонах горного массива Троодос произрастают персиковые, грушевые, яблоневые, ореховые деревья и виноградники. В остальных частях острова преобладают кипарисы, рожковые и оливковые деревья. На юге острова, в окрестностях Лимасола, разводят цитрусовые: апельсины и грейпфруты. На наиболее плодородной почве на юго-востоке выращивают картофель, баклажаны, томаты, огурцы, лук и прочие овощи. В северо-западной части плодоносят фиговые и гранатовые деревья. На юго-западе Кипра, вблизи Пафоса, имеются банановые плантации.
Кипрская кухня отличается большим количеством мясных блюд, прежде всего в пищу употребляют баранину, свинину, птицу и крольчатину, реже — говядина, из-за довольно ограниченной площади пастбищ для разведения крупного рогатого скота.
Несмотря на то, что Кипр является островом, рыбные блюда не особо популярны. Скорее всего это связано с тем, что на остров часто нападали с моря, что заставляло население Кипра перебираться в более отдалённые от побережья районы. Среди всего разнообразия рыб в Средиземном море киприоты предпочитают тунец, рыбу-меч и кальмаров, которые подаются в жареном виде или во фритюре.
Одним из основных продуктов является сыр халлуми, который не только жарят и используют в сандвичах, но и используют для приготовления десертов. Набирает популярность сыр анари. Также популярны блюда из яиц и йогурта.

## Типичные блюда

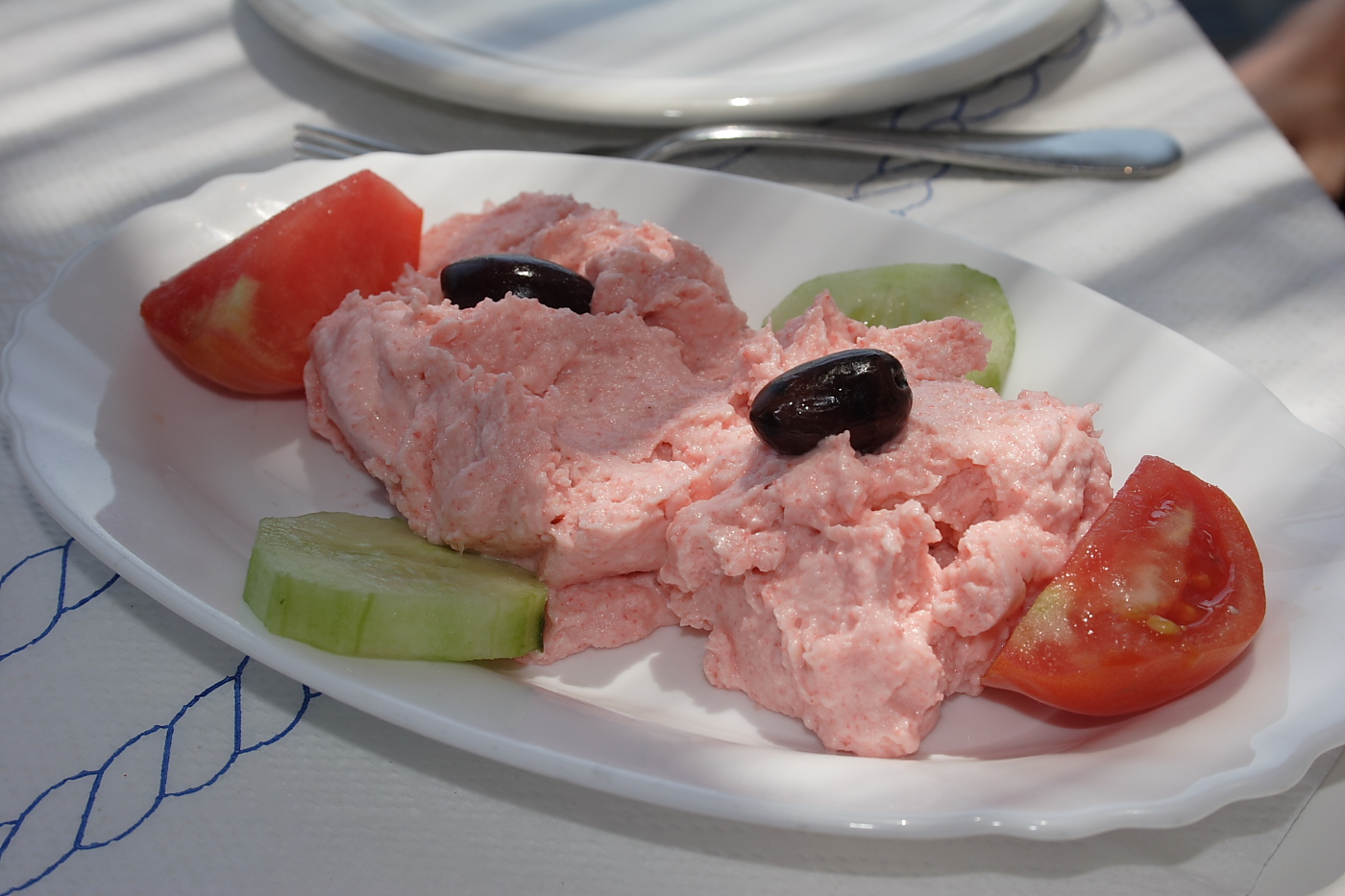
Тарамасалата

Как и в арабской, турецкой и греческой кухнях, на Кипре распространены мезе — набор закусок, которые при большом количестве компонентов могут стать основным блюдом. Kanelónia представляют собой омлеты с разнообразной начинкой, в том числе с халлуми.
Мясо обычно жарят на гриле или сковороде или же тушат в каменной печи. В этом случае блюдо готовят в глиняном горшке Tawás, так же называют блюда, приготовленные в нём. Такие блюда готовят с добавлением овощей, корицы, гвоздики и других специй, чаще всего к празднику. Более простые блюда Jiachní готовят из обжаренных кусочков мяса и/или овощей, тушёных затем на плите в томатном соусе.
В качестве гарнира используют хлеб (прежде всего питу), рис, булгур, макароны и бобовые. Картофель появился лишь в XIX веке и заменил распространённое до этого таро. В хлеб часто заворачивают другие продукты, например, кусочки мяса и салат (см. шаурма, кебаб, сувлаки), политые соусом дзадзики.

## Блюда из диких мелких птиц, влияние на их популяции
Несмотря на полный запрет охоты на певчих птиц, действующий на Кипре с 1974 года, многих из певчих и других видов истребляют ради гурманства. В Евросоюзе также действует директива по охране птиц, принятая в 2009 году и заменившая предыдущую аналогичную директиву 1979 года, то есть она тоже нарушается в Республике Кипр. В 1990-х годах ежегодный урон перелётным птицам на Кипре (южном и северном) доходил до 10 миллионов особей, снизившись до 2 млн к началу 2010-х. Урон причиняется популяциям более чем 40 видов птиц, многие из которых внесены к Красную книгу МСОП, чаще всего истребляются: славки, сорокопуты, кукушковые, иволги, мелкие соколы и совы. Особенным деликатесом считается славка-черноголовка, которую на Кипре называют амбелопулией. Чаще всего мелких птиц ловят традиционными ловушками — палочками, обмазанными сливовым сиропом, которые забрасывают на деревья и кустарники, а птицы прилипают к ним. Также используются сети.